# Flacillula purpurea
Flacillula purpurea är en spindelart som först beskrevs av Sarah Creecie Dyal 1935.  Flacillula purpurea ingår i släktet Flacillula och familjen hoppspindlar. Inga underarter finns listade i Catalogue of Life.